# Energiministre fra Færøerne
Energiministeren (færøsk: landsstýrismaðurin í orkumálum) var fra 1981 til 2004 en ministerpost i Færøernes regering. Energisager lå under Olie- og miljøministeriet fra 1998 til 2004, da disse sager blev overført til Indenrigsministeriet.
| Periode   | Navn                | Parti                | Ministerium                                        |
| --------- | ------------------- | -------------------- | -------------------------------------------------- |
| 1981–1985 | Eilif Samuelsen     | Sambandsflokkurin    | Skole-, social- og energiministeriet               |
| 1985–1988 | Jógvan Durhuus      | Tjóðveldisflokkurin  | Landbrugs-, skole-, energi- og sundhedsministeriet |
| 1989      | Signar á Brúnni     | Tjóðveldisflokkurin  | Energi-, miljø- og skoleministeriet                |
| 1989–1991 | Jógvan I. Olsen     | Sambandsflokkurin    | Fiskeri- og energiministeriet                      |
| 1991–1993 | Svend Aage Ellefsen | Fólkaflokkurin       | Samfærdsels-, energi- og miljøministeriet          |
| 1993–1994 | Signar á Brúnni     | Tjóðveldisflokkurin  | Miljø-, energi- og kommunalministeriet             |
| 1994–1998 | Eilif Samuelsen     | Sambandsflokkurin    | Miljø-, energi-, skole- og kommunalministeriet     |
| 1998–2004 | Eyðun Elttør        | Sjálvstýrisflokkurin | Olie- og miljøministeriet                          |